# Neivamyrmex piraticus
Neivamyrmex piraticus är en myrart som beskrevs av Borgmeier 1953. Neivamyrmex piraticus ingår i släktet Neivamyrmex och familjen myror. Inga underarter finns listade i Catalogue of Life.